# Rhizophagus minutus
Rhizophagus minutus es una especie de coleóptero de la familia Monotomidae. Se lo encuentra en coníferas y árboles caducos.

## Subespecies
- Rhizophagus minutus minutus, Mannerheim, 1853;
- Rhizophagus minutus rotundicollis, Bousquet, 1990

## Distribución geográfica
Habita en la Columbia Británica, California, Nuevo México y Ontario.